# Julius Reinecke
Julius Reinecke (* 12. August 1830 in Seesen; † 10. März 1914 in Sagan) war Domänenpächter und Mitglied des Deutschen Reichstags.

## Leben
Reinecke besuchte das Gymnasium und die landwirtschaftlichen Akademien in Braunschweig und Tharandt. Er war Vorsitzender mehrerer landwirtschaftlicher Vereine und Domänenpächter auf Ober- und Mittel-Mednitz in Ober-Mednitz bei Sagan, wo er auch eine Brennerei unterhielt.
Von 1894 bis 1913 war er Mitglied des Preußischen Abgeordnetenhauses, er schloss sich der Fraktion der Freikonservativen Partei an. Von 1877 bis 1881 war er Mitglied des Deutschen Reichstags für den Wahlkreis Liegnitz 2 (Sagan, Sprottau) und die Nationalliberale Partei.